# FM-24/29輕機槍
FM-24/F.M. Mle 1924（法語：fusil-mitrailleur modèle 1924）是1924年裝備法國軍隊的輕機槍，以取代舊式的FM1915机枪。

## 設計及歷史
第一次世界大戰後，法國陸軍即刻尋找取代紹沙輕機槍的新武器。夏特盧國營兵工廠在1921年開發新槍，原型槍稱MAC 1923，與路易士機槍、霍奇克斯M1922輕機槍、白朗寧自動步槍（由聖艾蒂安國營兵工廠提案）等槍款競爭，最後勝出。夏特盧廠的設計在槍機結構仍然高度借鑑了BAR的設計，但改變了給彈結構，新槍在1924年7月開始配發部隊運用，稱MAC 24，使用7.5×58毫米彈藥，FM-24輕機槍裝有兩腳架、雙扳機、固定護木及手槍握把，由裝在機匣頂部的25發彈匣供彈，具有無彈後定功能及裝在有機匣防塵蓋，理論射速為450發每分鐘。
雖然這款機槍交付部隊後因為槍體重量輕得到基層歡迎，并在1926年爆發的里夫戰爭中，法属摩洛哥外籍军团手中首次登上战场，但很快就迎来了一个严重的问题——弹药。FM-24发射7.5x58mm弹药，它在尺寸和外观上与德军的7.92x57mm毛瑟弹药差别甚小，难以区分。由于法军在一战中缴获了大量的德军武器和弹药，士兵往往使用德军的机枪进行训练，就免不了将7.92mm弹药塞入FM-24弹匣进行射击的事故，进而严重毁坏枪械。在北非和叙利亚的军事行动中，也发生了类似的情况，法军遂将药筒缩短了4mm，改为7.5×54mm弹药，于1929年定型。FM-24开始使用新的弹药，更名为“FM Mle 1924-M29”，即“1924型-29改进型机关步枪”。FM 24/M29機槍在1930年量產後成為法國軍隊仰仗的班級自動武器，總生產量為187,412挺，在1924年至1929年量產改造的MAC 24則有45,530挺。
FM-24機槍設計基本仍是1910年代成熟的結構，比較顯而易見的問題是它沒有快拆槍管，因此不適合持續射擊。法國陸軍在1925年7月頒布的教範中建議持續射擊不得超過400發，若超過需要10至15分鐘的時間冷卻槍機與槍管；最佳的射擊戰術是發射4至5個彈莢（125發）後稍作停歇，再恢復射擊。

## 改進型

### FM-29
FM-24的改進版本FM-29（fusil-mitrailleur mle 1924/1929））在1930年代生產並取代舊有的FM輕機槍系列。
FM-29的扳機裝置亦被採用在Henri Delacre牛犢式衝鋒槍上。
法國軍隊的FM-24/29在1950年代被AA-52通用機槍取代。

## FM-24/29輕機槍在中國

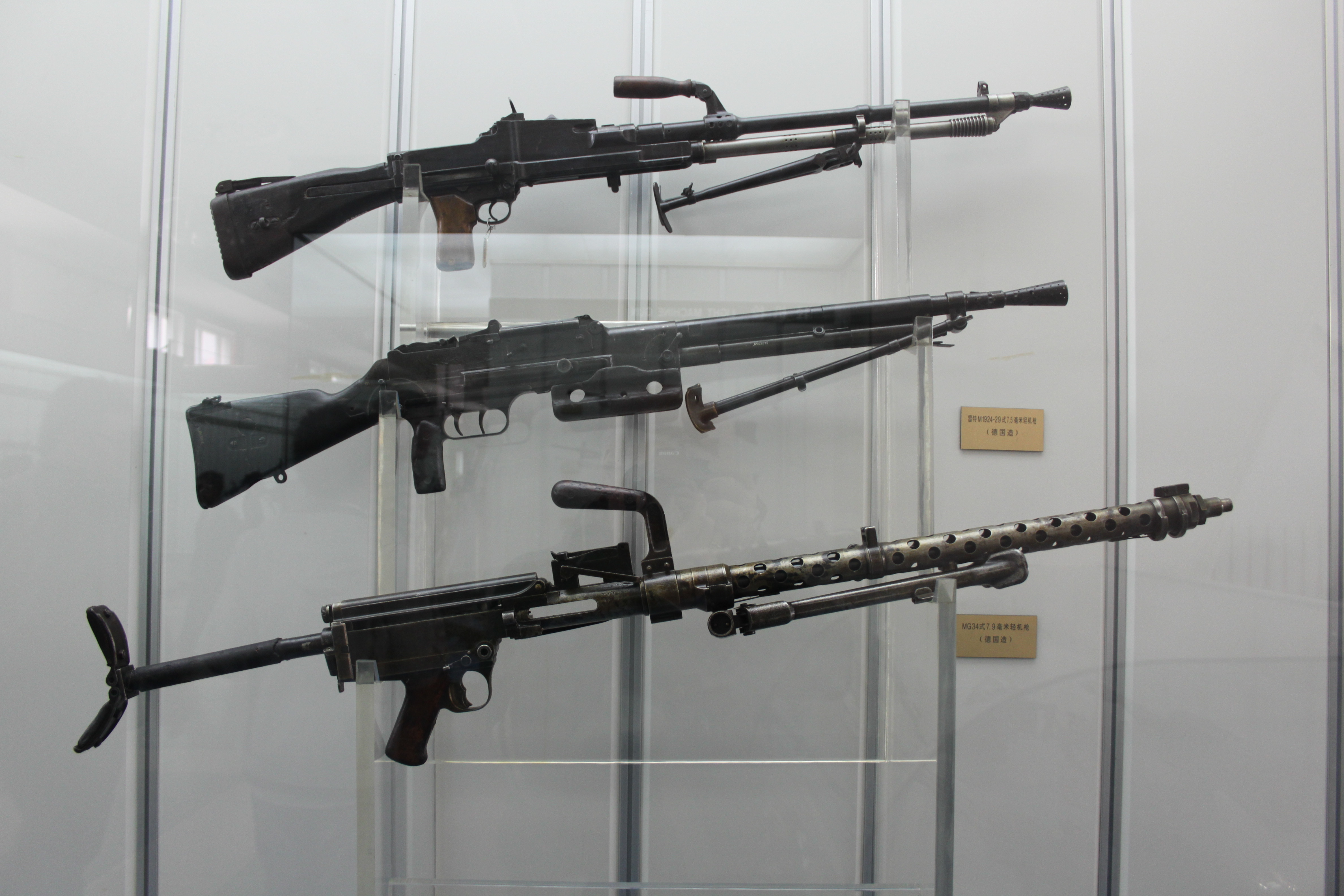
三種曾在抗戰時用於中國軍隊的機槍：ZB26（上）、FM-24/29（中）和MG13（下）

在雲南的軍閥龍雲自1920年代的軍閥割據時期就從法國進口FM-24/29輕機槍，法式7.5毫米口徑和德式7.92毫米口徑皆有，而在1930年代後就祇進口德式口徑，參加抗日戰爭的滇軍也有使用FM-24/29輕機槍

## 使用国
- 中非
- 中華民國
- 法國
- 加彭
- 義大利王國
- 摩洛哥
- 納粹德國
- 多哥
- 越南民主共和国

## 流行文化

### 電子遊戲
- 應徵入伍:盟軍金券武器。

## 外部連結
- （法文）-MAC 1924/29（页面存档备份，存于）